# Thái Bình, Hòa Bình
Thái Bình là một phường thuộc thành phố Hòa Bình, tỉnh Hòa Bình, Việt Nam.

## Địa lý
Phường Thái Bình nằm ở phía nam thành phố Hòa Bình, có vị trí địa lý:
- Phía đông giáp phường Dân Chủ và phường Thống Nhất
- Phía tây giáp huyện Đà Bắc
- Phía nam giáp huyện Cao Phong
- Phía bắc giáp các phường Phương Lâm, Tân Thịnh và xã Hòa Bình.

Phường Thái Bình có diện tích 20,94 km², dân số năm 2018 là 6.387 người, mật độ dân số đạt 305 người/km².

## Lịch sử
Trước đây, Thái Bình là một xã thuộc huyện Kỳ Sơn, tỉnh Hòa Bình, được thành lập vào tháng 6 năm 1955 trên cơ sở một phần diện tích và dân số của xã Quỳnh Lâm cũ.
Ngày 11 tháng 11 năm 1983, xã Thái Bình được chuyển về thị xã Hòa Bình quản lý.
Ngày 22 tháng 10 năm 2002, Chính phủ ban hành Nghị định số 84/2002/NĐ-CP. Theo đó, thành lập phường Thái Bình trên cơ sở toàn bộ diện tích và dân số của xã Thái Bình.
Sau khi thành lập, phường Thái Bình có 1.198,89 ha diện tích tự nhiên, dân số là 5.242 người.
Năm 2018, phường Thái Bình có diện tích 9,85 km², dân số là 5.809 người, mật độ dân số đạt 
590 người/km².
Ngày 17 tháng 12 năm 2019, Ủy ban Thường vụ Quốc hội ban hành Nghị quyết số 830/NQ-UBTVQH14 về việc sắp xếp các đơn vị hành chính cấp huyện, cấp xã thuộc tỉnh Hòa Bình (nghị quyết có hiệu lực từ ngày 1 tháng 1 năm 2020). Theo đó, sáp nhập toàn bộ 11,09 km² diện tích tự nhiên, 578 người của hai xóm Vôi và Tháu thuộc xã Thái Thịnh vừa giải thể vào phường Thái Bình.
Sau khi điều chỉnh, phường Thái Bình có 20,94 km² diện tích tự nhiên, dân số là 6.387 người.